# Mario Altéry
Mario Altéry, de son vrai nom Philippe Altare, est un ténor français, né le 12 septembre 1892 à Nice (Alpes-Maritimes) et mort le  14 mars 1974 à Hyères (Var).
Il s'est notamment produit à l'Opéra de Paris et à l'Opéra-Comique mais a aussi chanté dans de nombreuses opérettes.
Il est le père de la chanteuse Mathé Altéry.

## Biographie
Mario Altéry nait Philippe Altare le 12 septembre 1892 à Nice, rue Lascaris. Il est le fils de Louis, commerçant, et Louise Arese, cigarière, tous deux immigrés italiens.
Jeune, il s'oriente comme son frère ainé Michel vers la mécanique automobile, et tous deux travaillent alors pour les établissements Delaunay-Belleville, à Nice. Puis vient la guerre. Il est affecté à Oran au 2ème Régiment du Genie, puis au 1er Groupe d'Aviation à Ambérieu, avant de repartir pour l'Algérie à la fin du conflit.
Après la guerre, installé à Paris, il monte une société de transport, et prend des cours de chant pour parfaire sa voix.
Au début de sa carrière lyrique, il prend le nom de Mario Arese, du nom de sa mère et enregistre pour le label Ideal quelques chansons populaires avant de prendre définitivement le nom d'Altéry, sur les conseils de son agent.
Il débute sur scène en 1934 à l'Opéra de Liège puis en mai 1935, alors élève d'André Morati, à l'Opéra-Comique dans Lakmé de Léo Delibes (rôle de Gérald). 
Par la suite, il y interprète Almaviva dans Le Barbier de Séville de Gioacchino Rossini, don José dans Carmen et Nadir dans Les Pêcheurs de Perles de Georges Bizet, Pédro dans La Habanera de Raoul Laparra, le Noctambule dans Louise et le rôle-titre de Julien de Gustave Charpentier, des Grieux dans Manon et le rôle-titre de Werther de Jules Massenet, Wilhelm Meister dans Mignon d'Ambroise Thomas, Canio dans Paillasse de Ruggiero Leoncavallo, Turridu dans Cavalleria Rusticana de Pietro Mascagni, Félicien dans Le Rêve d'Alfred Bruneau, Cavaradossi dans Tosca et Rodolphe dans La Bohème de Giacomo Puccini, Alfredo dans La Traviata de Giuseppe Verdi, Vincent dans Mireille et Philémon dans Philémon et Baucis de Charles Gounod.
En 1942, il chante Mylio dans Le Roi d'Ys d'Édouard Lalo à l'Opéra de Paris, aux côtés de Suzanne Juyol, Solange Renaux, et José Beckmans (ru), sous la direction de François Ruhlmann, puis le duc de Mantoue dans Rigoletto de Verdi.
En novembre 1943, il enregistre pour Pathé au Studio Albert deux extraits de Werther de Jules Massenet: "Pourquoi me reveiller?" et " J'aurais sur ma poitrine" (Pathé PD 43 / CPT 5743 et 5744)
De 1948 à 1953, il dirige le théatre municipal de Cherbourg, puis se consacre à la carrière de sa fille.
En juillet 1960, il enregistre des extraits de l'opérette "Les 3 Valses" d' Oscar Straus, sous la direction de Franck Pourcel et en compagnie de sa fille Mathé.